# Scandia (Kansas)
Scandia – miasto w Stanach Zjednoczonych, w stanie Kansas, w hrabstwie Republic.